# Allium kuhsorkhense
Allium kuhsorkhense — вид рослин з родини амарилісових (Amaryllidaceae); ендемік пн.-сх. Ірану.

## Опис
Цибулини майже кулясті, діаметром 2–3 см; оболонки сірувато-коричневі. Стеблина циліндрична, пряма, гладка, завдовжки 5–8 см над ґрунтом, ≈ 6 мм у діаметрі, сиво-зелена та при основі червонувато-коричнева. Листків 1–2, від еліптичного до зворотнояйцюватого, товсті й м'ясисті, при основі сильно огортають стебло, 15–25 см завдовжки та 5–8 см завширшки, край дрібно зубчастий або майже гладкий, дуже сиві, при основі нижня сторона червонувато-коричнева. Суцвіття спочатку напівкругле, пізніше майже кулясте, щільне, багатоквіткове, діаметром 4–6 см; квітоніжки зеленувато-коричневі. Квітки зірчасті. Листочки оцвітини довго-трикутні, поздовжньо складені, гострі, 7–9 мм завдовжки, при основі 1.5–2 мм завширшки, від рожевих до коричнево-червоних (іноді білі) зі значно темнішими серединними жилками; після цвітіння сильно згортаються. Тичинкові нитки приблизно такої ж довжини, що й листочки оцвітини, білі з карміновим до фіолетового кінчиком; пиляки подовжені, від жовтуватих до злегка фіолетових. Коробочка стиснено-тристороння з гострими кутами та глибокими борознами, довжиною 5 мм та діаметром 8–9 мм, свіжо-зеленувато-сіра з коричнево-фіолетовою поверхнею, у сухому стані блідо-коричнева. Насіння одне на комірку, стиснено-яйцювате, завдовжки 3.5–4 мм, завширшки ≈ 3 мм і ≈ 2 мм завтовшки, тьмяно-чорне.
Цвіте і плодоносить у травні — червні.

## Поширення
Ендемік північно-східного Ірану. Цей вид відомий з гірських хребтів Біналуд і Кух-Сорхе, але, як очікується, трапляється у всій північно-східній провінції Хорасан. Вид росте у місцях, розташованих на південних сухих кам'янистих схилах, відслонення скель та скельних терасах.